# Giorgia Bronzini
Giorgia Bronzini (Piacenza, 3 agosto 1983) è una dirigente sportiva, ex ciclista su strada e pistard italiana.
Velocista, attiva tra le Elite dal 2002 al 2018, su strada ha vinto il titolo mondiale in linea Elite nel 2010 e nel 2011, il Rund um die Nürnberger Altstadt nel 2005, il Tour of Chongming Island World Cup nel 2015 e otto tappe al Giro d'Italia. Su pista si è aggiudicata il titolo mondiale della corsa a punti nel 2009 e nella stessa specialità tre Coppe del mondo consecutive (2009, 2010 e 2011).
Dal 2024 è direttrice sportiva del WorldTeam femminile statunitense Human Powered Health.

## Biografia
Ha conseguito il diploma di Operatrice turistica. L'8 gennaio 2008 si è arruolata nel Corpo forestale dello Stato. È effettiva al Gruppo Sportivo Forestale con il grado di agente.

## Carriera

### Gli esordi e gli anni da Junior
Inizia la carriera agonistica a otto anni impegnandosi prima su strada ed in seguito anche su pista e in mountain bike. La sua prima squadra è il Gruppo Sportivo Zeppi di Piacenza con cui corre nel 1994 e 1995 nella categoria dei Giovanissimi. Da Esordiente gareggia per la Pontenure Zeppi nel 1996 e l'anno successivo con la Chirio-Batik conquistando il campionato italiano su strada di categoria. Nel biennio 1998-1999, categoria Allievi, corre per il Club Emanuela e si laurea campionessa italiana di mountain bike nel 1999.
Nel 2000 è con la Hard Rock. Passa alla squadra trevigiana Top Girls Fassa Bortolo nel 2001. Centra i primi grandi successi internazionali vincendo sia il titolo europeo che il titolo mondiale su pista nella corsa a punti. Partecipa anche ai campionati del mondo su strada di Lisbona e si piazza quarta nella prova a cronometro e quinta in quella in linea di categoria.

### 2002-2004: i primi anni da Elite
La prima stagione da Elite, quella 2002, è ancora con la trevigiana Top Girls Fassa Bortolo. Vince il Trofeo Da Moreno a Cittiglio, la Coppa Nonna Rosa a Cecina, si piazza ottava ai campionati italiani e cinquantasettesima ai campionati del mondo di Zolder. Su pista vince la medaglia d'argento ai campionati europei Under-23 nella corsa a punti.
Nel 2003 passa alla Aušra Gruodis-Safi. Dopo un settimo posto al campionato italiano partecipa al Giro d'Italia sfiorando la vittoria nella settima tappa dove arriva terza; è poi terza anche al Gran Premio di Cento-Carnevale d'Europa e poi quinta ai campionati europei Under-23 di Atene. In settembre centra la prima vittoria stagionale nella prima tappa del Giro della Toscana; nei giorni successivi vince anche la quarta e la sesta tappa. Ai campionati europei su pista riservati alle Under-23 conquista la medaglia di bronzo nello scratch e l'oro nella corsa a punti.
Nel 2004 gareggia per la Safi-Pasta Zara-Manhattan. Con il quinto posto al Gran Premio Castilla y León, in marzo, ottiene il primo piazzamento importante in Coppa del mondo. In aprile vince la prima prova del Damesronde van Drenthe e in maggio tre tappe al Eko Tour Dookola Polski in Polonia. Ai Giochi olimpici di Atene ottiene un trentasettesimo posto nella prova in linea. Vince poi una tappa al Holland Tour e si piazza decima al Rotterdam Tour e diciottesima al Rund um die Nürnberger Altstadt, entrambe prove di Coppa del mondo.

### 2005-2007: le vittorie al Giro Donne
Nel 2005 è alla Chirio-Forno d'Asolo. In marzo vince il Gran Premio di Brissago e il mese successivo si piazza quinta al Giro delle Fiandre, valido per la Coppa del mondo. Trionfa poi alla Berry Classic Cher in Francia, al Giro del Friuli e si aggiudica due tappe al Giro del Trentino. Dopo il terzo posto ai campionati italiani partecipa al Giro d'Italia e vince la terza, la sesta e la nona tappa conquistando anche la maglia ciclamino della classifica a punti. In settembre giunge tredicesima al Rotterdam Tour e vince il Rund um die Nürnberger Altstadt in Germania, la sua prima vittoria in una prova di Coppa del mondo. Centra altri due successi di tappa al Giro della Toscana e un buon sesto posto al campionato mondiale di Madrid. Grazie ai centottantacinque punti raccolti con la vittoria al Rund um die Nürnberger Altstadt e i piazzamenti al Giro delle Fiandre e al Rotterdam Tour è quarta nella classifica finale di Coppa del mondo. Su pista vince la medaglia d'argento nella corsa a punti ai campionati europei Under-23.
Nel 2006 gareggia con l'AS Team FRW. Vince solo due corse, una tappa al Trophée d'Or e una al Giro della Toscana oltre a due secondi posti in tappe del Giro d'Italia. Si classifica nona in Coppa del mondo grazie ai punti ottenuti con il quattordicesimo posto al Geelong World Cup, il secondo al Grand Prix de Plouay e il terzo al Rund um die Nürnberger Altstadt.
Per il 2007 ritorna alla Safi-Pasta Zara-Manhattan. In aprile arriva seconda al Trofeo Alfredo Binda-Comune di Cittiglio, prima al Gran Prix International Dottignies, ottava all'Univé Ronde van Drenthe, prima al Novilon Euregio Cup e prima anche al Gran Premio della Liberazione. Vince due tappe al Tour de Prince Edward Island in Canada e, dopo il terzo posto ai campionati italiani, fa sue la prima tappa al Giro d'Italia e altre due al Trophée d'Or. Si piazza quinta al Grand Prix de Plouay, seconda alla Giornata Rosa di Nove e vince la quarta tappa del Giro della Toscana. In settembre conquista la medaglia di bronzo in linea al campionato mondiale di Stoccarda.

### 2008-2009: i primi titoli su pista
Nel 2008 passa alla Titanedi-Frezza-Acca Due O, squadra associata alla Safi-Pasta Zara-Manhattan. Dopo alcuni piazzamenti a inizio stagione, in maggio vince due tappe al Tour de Pologne. Arriva nuovamente terza ai Campionati italiani e anche in due tappe del Giro d'Italia. Vince una tappa alla Route de France, quattro al Trophée d'Or e lo Züri Metzgete in Svizzera. Giunge inoltre quattordicesima ai campionati del mondo di Varese. Ai campionati italiani su pista vince la medaglia d'oro nella corsa a punti e l'argento nell'inseguimento a squadre insieme ad Annalisa Cucinotta e Alessandra D'Ettorre.
Rientra alla Safi-Pasta Zara-Titanedi per il 2009. In apertura di stagione vince due tappe al Tour of Qatar piazzandosi seconda in classifica generale. In aprile ottiene due piazzamenti in prove di Coppa del mondo: diciannovesima al Giro delle Fiandre e quattordicesima alla Univé Ronde van Drenthe. Conquista per la seconda volta il Gran Premio della Liberazione e in giugno tre tappe al Tour de Prince Edward Island. Dopo un secondo posto in una tappa alla Grande Boucle, si piazza, per la terza volta consecutiva, terza ai campionati italiani e conquista la medaglia di bronzo ai Giochi del Mediterraneo di Pescara vinti da Luisa Tamanini. In luglio ottiene due secondi posti in tappe al Giro d'Italia e vince il Gran Premio di Cento-Carnevale d'Europa. In settembre vince la seconda tappa al Giro della Toscana-Memorial Fanini; si ritira invece al campionato mondiale di Mendrisio.
Ai campionati del mondo su pista a Pruszków vince la medaglia d'oro nella corsa a punti. Ai campionati italiani ottiene la medaglia d'oro nella corsa a punti; nella medesima specialità vince la classifica di Coppa del mondo. Si aggiudica anche la Gran Caracol de Pista, una Tre giorni che si svolge in Colombia, vincendo cinque delle nove prove in programma.

### 2010-2011: i due mondiali su strada
Nel 2010 corre su strada per la Gauss-RDZ-Ormu. In febbraio vince la seconda tappa e la classifica a punti del Tour of Qatar. In aprile centra ancora due piazzamenti in Coppa del mondo, arrivando diciassettesima al Giro delle Fiandre e terza alla Univé Ronde van Drenthe. In maggio vince tre corse su tre disputate in otto giorni: il Gran Premio GFM Meccanica, la Muri Fermani il giorno seguente e il Trofeo Alberto Vannucci dopo una settimana. Nei mesi seguenti ottiene un quinto posto al Gran Premio Ciudad de Valladolid, prova di Coppa del mondo, due secondi e un terzo posto in tappe del Giro d'Italia; vince quindi per la seconda volta il Gran Premio di Cento e due tappe al Giro della Toscana-Memorial Fanini.
Il 2 ottobre a Melbourne si laurea quindi campionessa del mondo in linea battendo in volata l'olandese Marianne Vos e la svedese Emma Johansson. Ai campionati italiani su pista vince la medaglia d'oro nella corsa a punti e d'argento nello scratch. Vince anche la Coppa del mondo nella corsa a punti.

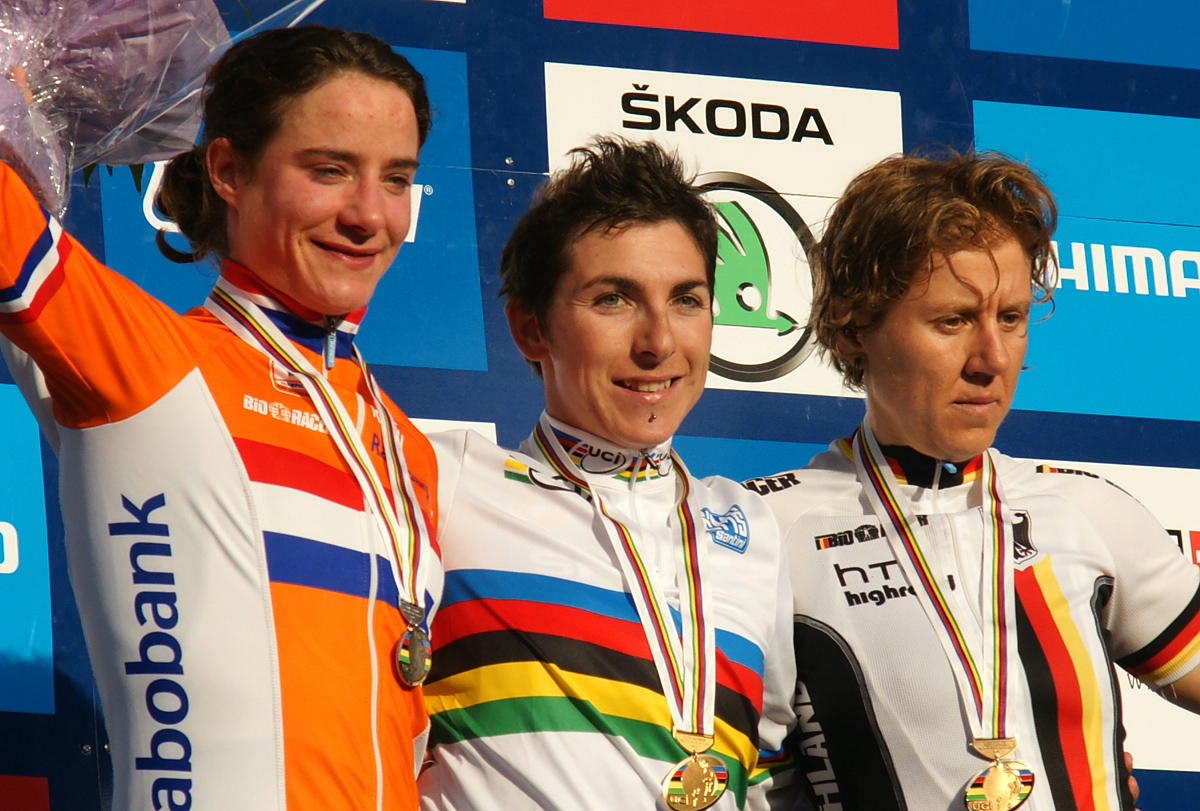
Il podio del Mondiale del 2011 a Copenaghen: l'olandese Marianne Vos, Giorgia Bronzini e la tedesca Ina-Yoko Teutenberg

Per il 2011 si accorda con la Forno d'Asolo-Colavita. Arriva seconda in due tappe del Tour of Qatar, terza alla Univé Ronde van Drenthe, prova di Coppa del mondo, e vince poi per la terza volta il Gran Premio della Liberazione, la sua prima vittoria in maglia iridata. Conquista poi il Grand Prix Cycliste de Gatineau in Canada, la Liberty Classic e tre tappe al Nature Valley Grand Prix negli Stati Uniti. In luglio partecipa al Giro d'Italia e centra due secondi e un quarto posto in tappe; si piazza inoltre terza al Gran Premio di Cento. Il 24 settembre a Copenaghen conquista per la seconda volta consecutiva il campionato del mondo in linea battendo in volata l'olandese Marianne Vos, come l'anno precedente, e la tedesca Ina-Yoko Teutenberg.
Nello stesso anno vince la medaglia di bronzo ai campionati del mondo su pista di Apeldoorn nella specialità della corsa a punti. Ai campionati italiani conquista la medaglia d'argento nello scratch; vince inoltre la Coppa del mondo della corsa a punti.

### 2012: Diadora-Pasta Zara
Nel 2012 passa alla Diadora-Pasta Zara. Debutta in gennaio al Tour of Qatar dove cade rovinosamente nella seconda tappa ma porta a termine la corsa ottenendo un sesto posto nell'ultima frazione. In marzo ottiene due piazzamenti in prove di Coppa del mondo: giunge quarta alla Univé Ronde van Drenthe e dodicesima al Trofeo Alfredo Binda-Comune di Cittiglio. Dopo i quarti posti alla Classica Città di Padova e al Grote Prijs Roeselare partecipa al Grand Prix Elsy Jacobs in Lussemburgo, dove cade procurandosi la lussazione della spalla che la terrà lontana dalle corse per alcune settimane.
Ritorna alle corse in maggio, negli Stati Uniti, partecipando all'Exergy Tour dove viene coinvolta nella terza caduta stagionale. Alla Liberty Classic ottiene il terzo posto dietro la tedesca Ina-Yoko Teutenberg e l'australiana Rochelle Gilmore. Si piazza quindi ventesima nel campionato italiano. Al Giro d'Italia arriva terza nella prima tappa, battuta da Marianne Vos e Shelley Olds, seconda nella quinta frazione, alle spalle di Tiffany Cromwell, e nuovamente terza alla sesta tappa; indossa per un giorno anche la maglia azzurra di migliore italiana.
In estate ottiene il quinto posto nella gara in linea dei Giochi olimpici di Londra, vinta da Marianne Vos. Partecipa poi al Trophée d'Or non con la sua squadra, la Diadora-Pasta Zara, ma in via occasionale con la Forno d'Asolo-Colavita e vince tre tappe centrando i primi successi stagionali. La settimana successiva si aggiudica due tappe al Giro della Toscana-Memorial Fanini. Nella gara in linea dei campionati del mondo nel Limburgo, vinta da Marianne Vos, si piazza al ventesimo posto, terza della italiane.
In pista centra il quarto posto ai campionati del mondo di Melbourne nella corsa a punti. Nella stessa specialità vince la medaglia d'oro ai campionati italiani.

### 2013: Wiggle-Honda
Nel 2013 gareggia con la squadra britannica Wiggle-Honda.
In gennaio al Tour of Qatar ottiene un terzo posto nella terza tappa. È poi undicesima alla Le Samyn, seconda alla Drentse 8 van Dwingeloo, battuta solo da Marianne Vos, e ventitreesima alla Ronde van Drenthe. A metà marzo vince in volata la Classica Città di Padova, ma la settimana successiva è costretta al ritiro al Trofeo Alfredo Binda-Comune di Cittiglio. Ottiene poi il tredicesimo posto al Giro delle Fiandre, l'undicesimo al Gran Prix International Dottignies, viene battuta da Kirsten Wild alla Ronde van Gelderland; a seguire al Festival Elsy Jacobs vince la prima tappa regolando in volata Ashleigh Moolman e Katarzyna Pawłowska, si piazza seconda nella seconda ed ultima frazione vinta da Marianne Vos e conquista il secondo posto in classifica generale. La settimana successiva vince in volata la Knokke-Heist - Bredene in Belgio.

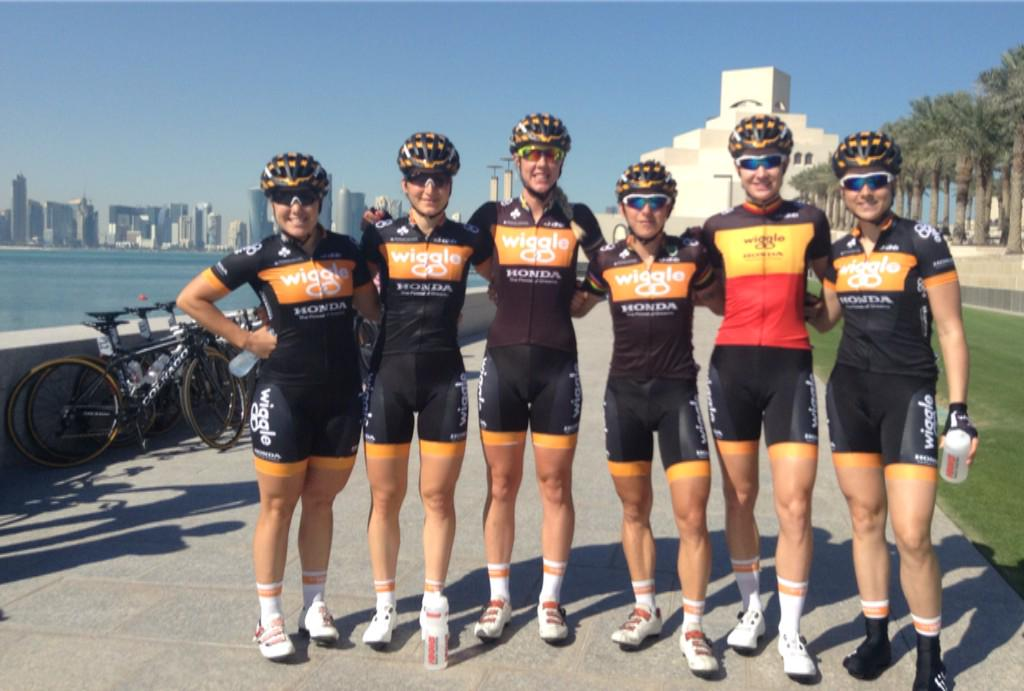
La Wiggle-Honda al Ladies Tour of Qatar nel 2015.

In maggio partecipa ad una serie di eventi in Cina. Vince la seconda tappa al Tour of Chongming Island e si piazza seconda alla Tour of Chongming Island World Cup, dopo aver sbagliato strada a causa delle errate segnalazioni dei commissari di percorso. Nella prima tappa del Tour of Zhoushan Island batte in volata Elisa Longo Borghini dopo una lunga fuga a due e grazie ai piazzamenti delle due frazioni successive conquista anche la classifica generale, imponendosi per la prima volta in una corsa a tappe.
Conquista la medaglia d'argento al Campionati italiani vinti per distacco dalla giovane Dalia Muccioli. Al Giro Rosa vince la seconda tappa sul circuito impegnativo di Pontecagnano Faiano battendo in volata una sfortunata Marianne Vos, che centra una buca sull'asfalto perde l'equilibrio ed è costretta a smettere di pedalare a pochi metri dal traguardo; ottiene poi il secondo posto nella settima frazione vinta in volata dalla Vos.
Ritorna a gareggiare in agosto alla Route de France dove vince sei delle sette tappe in linea; non si aggiudica solo il prologo e l'ultima frazione vinta per distacco dalla compagna di squadra Linda Villumsen vincitrice anche della classifica generale. È decima alla Open de Suède Vargarda, gara valida per la Coppa del mondo, mentre al Trophée d'Or ottiene un secondo e un terzo posto. In settembre vince la prima, la terza, la sesta tappa e la classifica a punti al Tour de l'Ardèche. Al Giro della Toscana Femminile-Memorial Michela Fanini vince la prima tappa battendo nettamente in volata Rossella Ratto e Marianne Vos; nella quarta e ultima tappa la maggior parte delle atlete, tra cui la stessa Bronzini, Elisa Longo Borghini e Marianne Vos, non prendono il via per protestare contro la mancanza di sicurezza lungo il tracciato.
Ai campionati del mondo su pista, dopo l'undicesimo posto nello scratch, vince la medaglia di bronzo nella corsa a punti.

### 2017: Argento europeo
Nell'agosto 2017 conquista l'argento al campionato europeo su strada Elite.

## Palmarès

### Strada
- 2003 (Ausra Gruodis Safi, tre vittorie)

1ª tappa Giro della Toscana
4ª tappa Giro della Toscana
6ª tappa Giro della Toscana
- 2004 (Safi-Pasta Zara-Manhattan, cinque vittorie)

1ª tappa Ronde van Drenthe (Coevorden > Hoogeveen)
1ª tappa Eko Tour Dookola Polski (Włocławek > Włocławek)
2ª tappa Eko Tour Dookola Polski (Piotrków Trybunalski > Piotrków Trybunalski)
4ª tappa Eko Tour Dookola Polski
6ª tappa Holland Tour (Haaften > Haaften)
- 2005 (USC Chirio Forno d'Asolo, undici vittorie)

Gran Premio Brissago
Berry Classic Cher
Giro del Friuli
1ª tappa Giro del Trentino (Trento > Monzambano)
3ª tappa Giro del Trentino (Condino > Bedizzole)
3ª tappa Giro d'Italia (Bergantino > Chioggia)
7ª tappa Giro d'Italia (Naters > Blatten)
9ª tappa Giro d'Italia (Varese > Milano)
Rund um die Nürnberger Altstadt
3ª tappa Giro della Toscana (Serravalle Pistoiese > Cantagrillo)
5ª tappa Giro della Toscana (Quarrata > Firenze)
- 2006 (A.S. Team FRW, due vittorie)

2ª tappa Trophée d'Or (Sancoins > Orval)
1ª tappa, 2ª semitappa Giro della Toscana (Altopascio > Altopascio)
- 2007 (Safi-Pasta Zara-Manhattan, nove vittorie)

Gran Prix International Dottignies
Novilon Euregio Cup
Gran Premio della Liberazione
3ª tappa Tour de Prince Edward Island
5ª tappa Tour de Prince Edward Island
1ª tappa Giro d'Italia (Riese Pio X > Pontecchio Polesine)
3ª tappa Trophée d'Or (Mehun-sur-Yèvre > Saint-Amand-Montrond)
6ª tappa Trophée d'Or (Sancoins > Sancoins)
4ª tappa, 2ª semitappa Giro della Toscana (Pontedera > Pontedera)
- 2008 (Titanedi-Frezza Acca Due O, otto vittorie)

2ª tappa Tour de Pologne (Piątek > Głowno)
3ª tappa Tour de Pologne (Łódź > Łódź)
7ª tappa Route de France (Rouen > Rouen)
1ª tappa Trophée d'Or (Saint-Amand-Montrond > Mehun-sur-Yèvre)
2ª tappa Trophée d'Or (Avord > Avord)
3ª tappa Trophée d'Or (Orval > Saint-Amand-Montrond)
4ª tappa Trophée d'Or (Sancoins > Orval)
Züri Metzgete
- 2009 (Safi-Pasta Zara-Titanedi, otto vittorie)

1ª tappa Tour of Qatar (Musée d'Art Islamique de Doha > Doha Shafallah)
3ª tappa Tour of Qatar (Camel Race Track > Al Khor Corniche)
Gran Premio della Liberazione
1ª tappa Tour de Prince Edward Island (Summerside > Summerside)
3ª tappa Tour de Prince Edward Island (Kensington > North Rustico)
4ª tappa Tour de Prince Edward Island (Dalvay > Georgetown)
Gran Premio di Cento-Carnevale d'Europa
2ª tappa Giro della Toscana-Memorial Fanini (Porcari > Altopascio)
- 2010 (Gauss-RDZ-Ormu, otto vittorie)

2ª tappa Tour of Qatar (Al Zubarah > Oryx Farm)
Gran Premio GFM Meccanica
Muri Fermani
Trofeo Alberto Vannucci
Gran Premio di Cento-Carnevale d'Europa
2ª tappa Giro della Toscana-Memorial Fanini (Porcari > Altopascio)
6ª tappa Giro della Toscana-Memorial Fanini
Campionati del mondo, prova in linea (Melbourne)
- 2011 (Forno d'Asolo-Colavita, sette vittorie)

Gran Premio della Liberazione
Grand Prix Cycliste de Gatineau
Liberty Classic
2ª tappa Nature Valley Grand Prix (Downtown Saint Paul)
3ª tappa Nature Valley Grand Prix (Cannon Falls Road Race)
6ª tappa Nature Valley Grand Prix
Campionati del mondo, prova in linea (Copenaghen)
- 2012 (Diadora-Pasta Zara-Manhattan, cinque vittorie)

4ª tappa Trophée d'Or (Cosne-Cours-sur-Loire > Cosne-Cours-sur-Loire)
5ª tappa Trophée d'Or (Avord > Avord)
6ª tappa Trophée d'Or (Saint-Amand-Montrond > Saint-Amand-Montrond)
1ª tappa Giro della Toscana-Memorial Fanini (Porcari > Viareggio)
4ª tappa Giro della Toscana-Memorial Fanini (Lucca > Firenze)
- 2013 (Wiggle-Honda, diciassette vittorie)

Classica Città di Padova
1ª tappa Festival Elsy Jacobs (Garnich > Garnich)
Knokke-Heist - Bredene
2ª tappa Tour of Chongming Island (Chongxi > Chongxi)
1ª tappa Tour of Zhoushan Island (Shengsi > Shengsi)
Classifica generale Tour of Zhoushan Island
2ª tappa Giro d'Italia (Pontecagnano Faiano > Pontecagnano Faiano)
1ª tappa Route de France (Soissons > Enghien-les-Bains)
2ª tappa Route de France (Enghien-les-Bains > Mantes-la-Jolie)
3ª tappa Route de France (Anet > Mamers)
4ª tappa Route de France (Cloyes-sur-le-Loir > Briare)
5ª tappa Route de France (Saint-Fargeau > Pougues-les-Eaux)
6ª tappa Route de France (Pougues-les-Eaux > Vichy)
1ª tappa Tour de l'Ardèche (Rochegude > Beauchastel)
3ª tappa Tour de l'Ardèche (Vals-les-Bains > Le Teil)
6ª tappa Tour de l'Ardèche (Saint-Just-d'Ardèche > Saint-Marcel-d'Ardèche)
1ª tappa Giro della Toscana-Memorial Fanini (Bottegone > Massa e Cozzile)
- 2014 (Wiggle-Honda, otto vittorie)

Grand Prix de Dottignies
3ª tappa Tour of Chongming Island (Circuito di Chongming)
3ª tappa Tour of Zhoushan Island (Zhujiajian > Zhujiajian)
2ª tappa Giro d'Italia (Circuito di Frattamaggiore)
3ª tappa Route de France (Château-du-Loir > Vendôme)
1ª tappa Tour de l'Ardèche (La Voulte > Beauchastel)
4ª tappa Tour de l'Ardèche (Le Pouzin > Cruas)
6ª tappa Tour de l'Ardèche (Grignan > Rochegude)
- 2015 (Wiggle-Honda, quattro vittorie)

Drentse Acht van Westerveld
Tour of Chongming Island World Cup
2ª tappa Route de France (Villemandeur > Bourges)
6ª tappa Route de France (Soultzmatt > Guebwiller)
- 2016 (Wiggle-High5, quattro vittorie)

Grand Prix de Dottignies
3ª tappa Emakumeen Euskal Bira (Berriatua > Berriatua)
1ª tappa Giro d'Italia (Gaiarine > San Fior)
8ª tappa Giro d'Italia (Rescaldina > Legnano)
- 2017 (Wiggle-High5, una vittoria)

4ª tappa Tour of California Women's Race (Sacramento > Sacramento)
- 2018 (Cylance Pro Cycling, due vittorie)

1ª tappa Tour of Chongming Island (Chongming Xincheng Park > Chongming Xincheng Park)
2ª tappa Madrid Challenge by La Vuelta (Madrid > Madrid)

#### Altri successi
- 2002 (Top Girls Fassa Bortolo)

Trofeo Da Moreno
Coppa Nonna Rosa - Cecina
- 2004 (Safi-Pasta Zara-Manhattan)

Trofeo Guareschi - Sala Baganza
Classifica giovani Trofeo Banca Popolare Alto Adige
- 2005 (USC Chirio Forno d'Asolo)

Classifica a punti Giro d'Italia
Classifica a punti Giro della Toscana-Memorial Fanini
- 2006 (A.S. Team FRW)

2ª tappa Trofeo Banca Popolare Alto Adige
Classifica a punti Holland Tour
- 2007 (Safi-Pasta Zara-Manhattan)

Trofeo Guareschi - Sala Baganza
Classifica a punti Tour de Prince Edward Island
Classifica sprint Tour de Prince Edward Island
Classifica a punti Trophée d'Or
- 2008 (Titanedi-Frezza Acca Due O)

Gran Premio Comune di Fabricco
- 2010 (Gauss-Rdz-Ormu)

Classifica a punti Tour of Qatar
Classifica generale Premio Italia
- 2011 (Forno d'Asolo-Colavita)

Classifica generale Premio Italia
- 2013 (Wiggle Honda Pro Cycling Team)

Classifica a punti Tour de l'Ardèche
Classifica generale Premio Italia
- 2014 (Wiggle Honda Pro Cycling Team)

1ª tappa Mitchelton Bay Cycling Classic (Ritchie Boulevard Criterium)
3ª tappa Mitchelton Bay Cycling Classic (Portarlington Criterium)
4ª tappa Mitchelton Bay Cycling Classic (Williamstown Criterium)
Classifica generale Mitchelton Bay Cycling Classic
Memorial Diego e Stefano Trovò - Schiavonia d'Este
Ride London Grand Prix Womens Criterium
Classifica a punti Tour de l'Ardèche
Classifica generale Premio Italia
- 2015 (Wiggle Honda Pro Cycling Team)

4ª tappa Mitchelton Bay Cycling Classic (Circuito di Williamstown)
3ª tappa Santos Women's Tour (Tanunda > Campbelltown)
- 2018 (Cylance Pro Cycling)

Classifica a punti Tour of Chongming Island

### Pista
- 2003

Campionati europei, Corsa a punti Under-23
- 2005

Women International Track
- 2006

3ª prova Coppa del mondo 2005-2006, Corsa a punti (Los Angeles)
2ª prova Coppa del mondo 2006-2007, Corsa a punti (Mosca)
- 2007

1ª tappa Giro d'Italia delle Piste, Scratch
1ª prova Coppa del mondo 2007-2008, Corsa a punti (Sydney)
- 2008

3ª prova Coppa del mondo 2007-2008, Corsa a punti (Cali)
Campionati italiani, Corsa a punti
- 2009

Campionati del mondo, Corsa a punti (Pruszków)
1ª tappa Giro d'Italia delle Piste, Eliminazione (Forlì)
1ª tappa Giro d'Italia delle Piste, Corsa a punti (Forlì)
2ª tappa Giro d'Italia delle Piste, Eliminazione
2ª tappa Giro d'Italia delle Piste, Corsa a punti
4ª tappa Giro d'Italia delle Piste, Eliminazione (Firenze)
Campionati italiani, Corsa a punti
1ª prova Gran Caracol de Pista
2ª prova Gran Caracol de Pista
4ª prova Gran Caracol de Pista
8ª prova Gran Caracol de Pista
9ª prova Gran Caracol de Pista
Classifica generale Gran Caracol de Pista
- 2010

2ª prova Coppa del mondo 2009-2010, Corsa a punti (Melbourne)
3ª prova Coppa del mondo 2009-2010, Corsa a punti (Cali)
Campionati italiani, Scratch
Campionati italiani, Corsa a punti
1ª prova Coppa del mondo 2010-2011, Corsa a punti (Cali)
- 2011

1ª prova Tre Sere del Garda, Eliminazione
Classifica generale Tre Sere del Garda
- 2012

Campionati italiani, Corsa a punti
- 2013

Trofeo Agrifood Abruzzo, Omnium
Campionati italiani, Keirin
- 2014

International Belgian Open, Scratch
- 2015

Sei giorni delle Rose, Corsa a punti

#### Altri successi
- 2009

Classifica generale Giro d'Italia delle Piste
Classifica generale Coppa del mondo 2008-2009, Corsa a punti
- 2010

Classifica generale Coppa del mondo 2009-2010, Corsa a punti
- 2011

Classifica generale Coppa del mondo 2010-2011, Corsa a punti

## Piazzamenti

### Grandi Giri
- Giro Rosa

2003: 58ª
2005: 32ª
2006: 51ª
2007: 59ª
2008: 58ª
2009: 67ª
2010: 66ª
2011: 83ª
2012: 48ª
2013: 72ª
2014: 59ª
2015: 66ª
2016: 41ª
2017: 64ª
2018: 80ª

### Competizioni mondiali

#### Strada
- Campionati del mondo

Lisbona 2001 - Cronometro Juniores: 4ª
Lisbona 2001 - In linea Juniores: 5ª
Zolder 2002 - In linea Elite: 56ª
Hamilton 2003 - In linea Elite: 43ª
Madrid 2005 - In linea Elite: 6ª
Salisburgo 2006 - In linea Elite: 16ª
Stoccarda 2007 - In linea Elite: 3ª
Varese 2008 - In linea Elite: 14ª
Mendrisio 2009 - In linea Elite: ritirata
Melbourne 2010 - In linea Elite: vincitrice
Copenaghen 2011 - In linea Elite: vincitrice
Limburgo 2012 - In linea Elite: 20ª
Toscana 2013 - In linea Elite: 26ª
Ponferrada 2014 - In linea Elite: 4ª
Richmond 2015 - In linea Elite: 27ª
Doha 2016 - In linea Elite: non partita
Bergen 2017 - In linea Elite: 46ª
- Coppa del mondo/World Tour

2003: -
2004: 26ª (44 punti)
2005: 4ª (185 punti)
2006: 9ª (127 punti)
2007: 30ª (45 punti)
2008: -
2009: 90ª (9 punti)
2010: 16ª (62 punti)
2011: 23ª (50 punti)
2012: 23ª (39 punti)
2013: 9ª (69 punti)
2014: 10ª (225 punti)
2015: 8ª (235 punti)
2016: 27ª
2017: 24ª
2018: 20ª
- Giochi olimpici

Atene 2004 - In linea: 37ª
Londra 2012 - In linea: 5ª

#### Pista
- Campionati del mondo

Ballerup 2002 - Scratch: 8ª
Stoccarda 2003 - Scratch: 4ª
Melbourne 2004 - Scratch: 8ª
Pruszków 2009 - Scratch: 4ª
Pruszków 2009 - Corsa a punti: vincitrice
Ballerup 2010 - Scratch: 22ª
Ballerup 2010 - Corsa a punti: 6ª
Apeldoorn 2011 - Scratch: 7ª
Apeldoorn 2011 - Corsa a punti: 3ª
Melbourne 2012 - Corsa a punti: 4ª
Minsk 2013 - Scratch: 11ª
Minsk 2013 - Corsa a punti: 3ª
Cali 2014 - Scratch: 9ª
Cali 2014 - Corsa a punti: 7ª
St Quentin-en-Yvelines 2015 - Corsa a punti: 5º
- Coppa del mondo

2004-2005 - Corsa a punti: 3ª
2006-2007 - Corsa a punti: 2ª
2008-2009 - Corsa a punti: vincitrice
2009-2010 - Scratch: 2ª
2009-2010 - Corsa a punti: vincitrice
2010-2011 - Corsa a punti: vincitrice